# Blocksignaler i Sverige

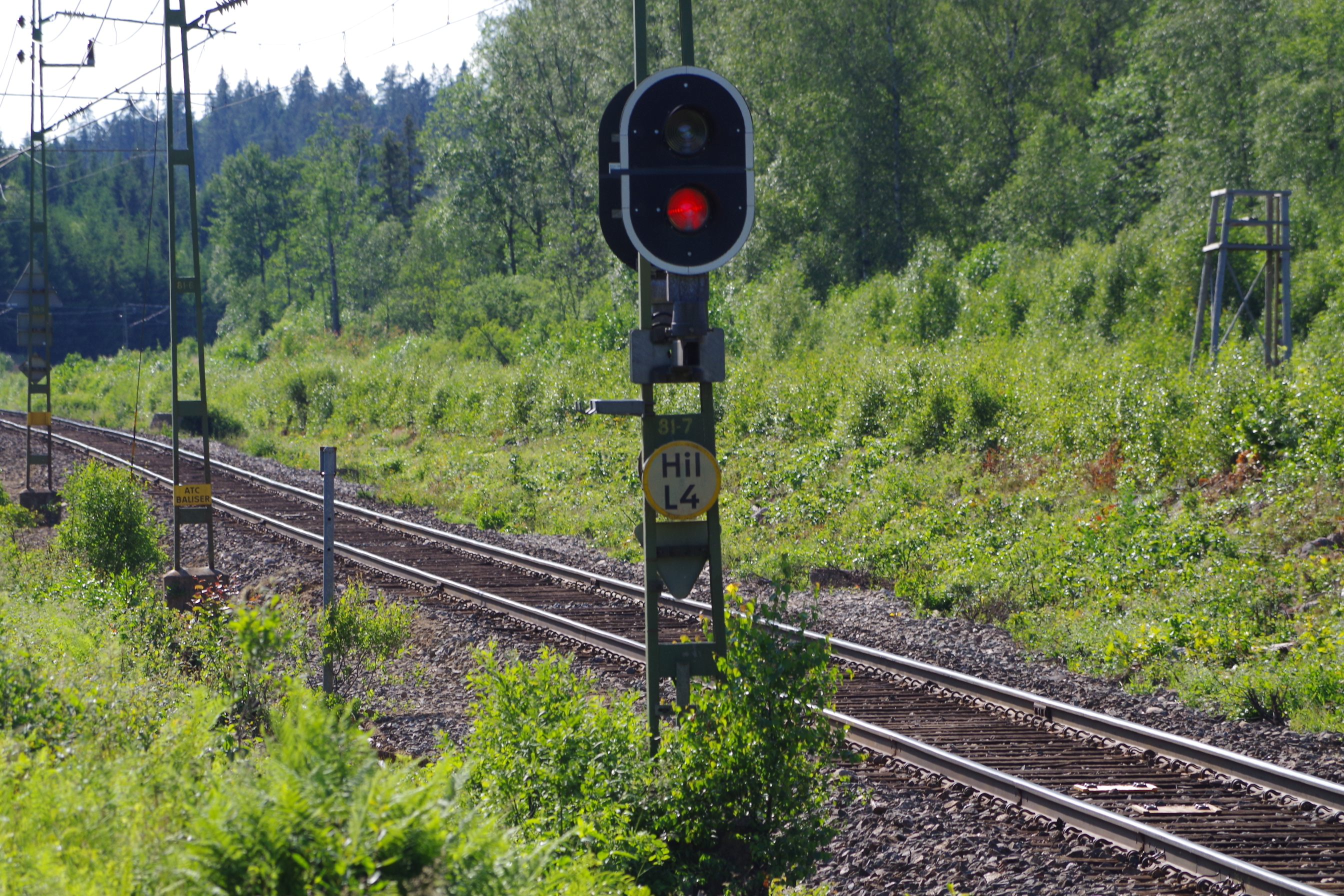
Mellanblocksignal i Sverige

Blocksignaler i Sverige är en nationell tillämpning av hur blocksignaler används generellt. 
Blocksignaler i Sverige kan kännas igen på att deras märktavla är rund vilket alla signaler på linjen har till skillnad från signaler inne på stationer som har fyrkantiga märktavlor. Märktavlan är gul och anger signalens nummer samt signaturen för stationen man senast lämnade.
Alla huvudsignaler med fyra eller fler ljusöppningar visar också försignalbesked, det vill säga att de indikerar även vad nästa huvudsignal visar. Försignalbesked ges bara tillsammans med "kör". På dubbel- eller fyrspår är avståndet till nästa huvudsignal i regel mellan en och tre kilometer. På enkelspåriga sträckor kan avståndet mellan signaler på linjen vara mycket längre än tre kilometer, då förekommer oftast ingen försignalering i blocksignalerna. Försignalering här sker med fristående försignaler (ca 1 km från signalen) och fiktiva försignaler (det senare är en tavla och står på ca 3 km håll från signalen).
Försignaleringen på en huvudsignal med 4 ljusöppningar är:
- Grön och blinkande vitt sken, "kör vänta kör". Nästa signal visar minst "kör".
- Grön och blinkande grönt sken, "kör vänta stopp". Nästa signal visar "stopp".

Försignaleringen på en huvudsignal med 5 ljusöppningar är förutom de med 4 ljusöppningar även:
- Grön och två blinkande gröna, "kör vänta kör 40". Nästa signal visar "två gröna" ("kör 40").
- Två gröna och en blinkande grön "kör 40 vänta stopp". Nästa signal visar stopp.

Alla blocksignaler (mellan- och utfartsblocksignaler) med inbyggt försignalbesked har för säkerhets skull en funktion som gör att signalen går om till "stopp" om försignalbeskedet skulle utebli eller om det är trasigt. Normalt är det inte meningen att blocksignaler ska sakna detta säkerhetstillägg, men det existerar. De signaler som inte går om till stopp märks med en särskild märktavla: tilläggstavla försignalering. Om förare passerar en signal som är märkt med tilläggstavla försignalering och signalen inte visar försignalbesked ska förare handla som den hade visat "kör vänta stopp".
Det har i tidigare signalsystem (andra signalsystem än de Banverket eller Statens Järnvägar använt sig av) har det förekommit blocksignaler med bara en ljusöppning, som då har varit färgväxlande. En sådan signal kunde visa rött eller grönt fast sken, samt även "kör, vänta stopp" med endast ett blinkande grönt sken. En annan variant, som förekommer på Roslagsbanan, Malmbanan och i Citytunneln i Malmö har två ljusöppningar men i övrigt samma signalbilder.